# Haiti labdarúgó-szövetség
A haiti labdarúgó-szövetség (franciául: Fédération Haïtienne de Football) Haiti nemzeti labdarúgó-szövetsége. 1904-ben alapították. A szövetség szervezi a haiti labdarúgó-bajnokságot, működteti a haiti labdarúgó-válogatottat. Székhelye Port-au-Prince-ben található.